# Charlton (Maryland)
Charlton es un lugar designado por el censo ubicado en el condado de Washington en el estado estadounidense de Maryland. En el Censo de 2010 tenía una población de 171 habitantes y una densidad poblacional de 405,05 personas por km².

## Geografía
Charlton se encuentra ubicado en las coordenadas 39°38′4″N 77°53′40″O / 39.63444, -77.89444. Según la Oficina del Censo de los Estados Unidos, Charlton tiene una superficie total de 0.42 km², de la cual 0.42 km² corresponden a tierra firme y (0%) 0 km² es agua.

## Demografía
Según el censo de 2010, había 171 personas residiendo en Charlton. La densidad de población era de 405,05 hab./km². De los 171 habitantes, Charlton estaba compuesto por el 97.08% blancos, el 0% eran afroamericanos, el 0% eran amerindios, el 0.58% eran asiáticos, el 0% eran isleños del Pacífico, el 0% eran de otras razas y el 2.34% pertenecían a dos o más razas. Del total de la población el 0% eran hispanos o latinos de cualquier raza.